# Dolna Dusegubica
Dolna Dusegubica (macedónul: Долна Душегубица) település Észak-Macedóniában, a Délnyugati körzet Kicsevói járásában, 2013-ig a Drugovói járás része volt, ami teljes egészében beolvadt a Kicsevói járásba.

## Népesség
| Lakosok száma | 80   | 48   | 23   | 15   | 11   | 3    |
|               | 1971 | 1981 | 1991 | 1994 | 2002 | 2021 |

2002-ben 11 lakosa volt, akik mindannyian macedónok.